# Памятник апельсину
Па́мятник Апельси́ну, кото́рый спас Оде́ссу, — установленный в Одессе бронзовый монумент, посвящённый историческому событию — доставке в феврале 1800 года 3000 свежих греческих апельсинов из Одесского порта в Санкт-Петербург в подарок от одесситов императору Павлу I. Памятник открыт в 2004 году, первоначально находился на улице Ланжероновской. В 2007 году перенесен на бульвар Искусств (ныне — бульвар Жванецкого).

## Описание памятника
Памятник Апельсину, который спас Одессу, был открыт 2 сентября 2004 года в День города.
Автор скульптуры — Александр Токарев, архитектор — Владимир Глазырин, автор идеи — Валерий Балух.
Памятник представляет собой установленный на постаменте апельсин со снятой с одной половины кожурой и с вынутыми несколькими дольками. Вместо этих долек внутрь бронзового плода вставлена фигура российского императора Павла I. Скульптурная композиция включает тройку лошадей, впряжённых в апельсин. Последний установлен на колеса, символизирующие перевозку апельсинов из Одессы в Петербург (хотя доставка производилась зимой, из южного города обоз в феврале наверняка отбыл не на санях, а на телегах).
«Макушка» шарообразного цитруса увенчана самыми известными зданиями Одессы — тут в миниатюре присутствуют Оперный театр, Спасо-Преображенский собор, колоннада Воронцовского дворца. Чтобы всё это архитектурно не «задавило» апельсин, отображения сделали абрисными: из брусочков бронзы сантиметровой толщины выполнены ажурные контуры сооружений — так, чтобы сквозь них просвечивало небо.
Скульптурная композиция помещена в центре круглой площадки диаметром 12,5 метра, вымощенной гранитной шашкой (брусчаткой). По периметру установлены чугунные столбики с цепями. Первоначально в композицию входили также два гранитных верстовых столба высотой 90 см, на которых было отмечено количество верст от Одессы до Санкт-Петербурга, но при переносе памятника с улицы Ланжероновской на бульвар Жванецкого они были утрачены.
Памятник отливали в Киеве. На него потребовалось около тонны бронзы. Стоимость скульптуры составила порядка 20 000 долларов США, строительные работы обошлись в 160 000 гривен.

## Историческое событие, память о котором увековечивает памятник

Император Павел I внутри апельсина

Монумент воздвигнут в память о легендарном событии, с которым в XIX веке было принято связывать начало благополучия Одессы.
После восшествия на престол императора Павла I в 1796 году финансирование строительства одесского порта было приостановлено. Строительную экспедицию упразднили, вице-адмирала О. М. де Рибаса отозвали «на ковёр» в Петербург, строителя Одессы инженера Ф. П. де Волана уволили. Порт не был достроен, торговля, способная прокормить Одессу, так и не возникла, город к 1800 году находился «при последнем издыхании».
Понимая, что все несчастья города коренятся в недостроенности порта, члены городского магистрата собрались 9 января 1800 года на совещание, на котором решили просить у императора 25-летнюю ссуду для города в размере 250 тысяч рублей, необходимую для завершения строительства порта.
Магистрат, не особенно надеясь на благосклонность императора, обратился за помощью в поддержании ходатайства к директору одесской таможни М. М. Кирьякову, который зиму проводил в Петербурге. И, вероятно, по совету главного таможенника города магистрат 3 февраля на своем совещании постановил:
Рассуждая, что по открывающемуся теперешней весной мореплаванию, должно ожидать скорого прибытия к здешнему порту фруктов и во изъявление ко двору Его Императорского величества от обывателей сего города верноподданнического усердия, магистрат первейший случай находит к посещению таковыми Его Императорского Величества, а потому и определил здешнему карантинному начальнику… как скоро прибудут к здешнему порту апельсиновые фрукты, не допуская прежде покупщиков к оным, повелеть привозителям, отобрав самого лучшего сорта три тысячи, отпустить на платежный счет сего магистрата, которые приняв, отослать к Высочайшему двору…
Сопровождать фруктовый обоз было поручено унтер-офицеру бывшего греческого дивизиона Георгию Раксамити, «по известной его на сей случай исправности». В выборе сопровождающего магистрат не ошибся — свежие фрукты были доставлены в столицу с необычайной быстротою. Обоз вышел из Одессы 8 февраля, а уже 26 февраля император Павел подписал следующий рескрипт:
Господин Одесский бургомистр Дестуни!

Присланные ко мне, от жителей Одессы, померанцы я получил, и видя, как в присылке сей и в письме, при оной мне доставленном, знаки вашего и всех их усердия, изъявляю через сие вам и всем жителям одесским мое благоволение и благодарность, пребывая к вам благосклонный. Павел.
Безмерный в своем гневе, но и в своей милости, самодержец уже 1 марта повелел:
1. Отдать магистрату на отделку Одесской гавани все материалы, за которые от казны были заплачены деньги.
2. Выдать 250 000 рублей заимообразно на 14 лет, за возврат суммы отвечают все купцы города, как живущие сейчас, так и поселяющиеся там впредь;.
3. Продлить все городские льготы ещё на 14 лет, до уплаты займа.

С этим историческим эпизодом связывают начало бурного развития Одессы.

## Сооружение и перенос памятника. Одесситы о памятнике
Информация о планах построить памятник Апельсину, который спас Одессу, ко Дню города впервые появилась в печати весной 2004 года. Работы начались в августе 2004.
Деньги на памятник вносили добровольные жертвователи, хотя ходили слухи, что не все пожертвования были добровольными.
Первоначально памятник был установлен на пересечении Ланжероновской и Пушкинской улиц, рядом с Археологическим музеем. Однако уже в январе 2007 года Градостроительный совет принимает решение о переносе памятника на новое место — бульвар Искусств, угол Преображенской улицы. В июне 2007-го исполком Одесского горсовета решение о переносе подтверждает.
В июле 2007 г. памятник был перемещен на то место, где он сейчас и находится, — бульвар Искусств (ныне бульвар Жванецкого). Официальной причиной переноса называли рекомендации неких экспертов ЮНЕСКО, которые сочли памятник апельсину одним из элементов, разрушающих историческую среду Одессы. Также перенести памятник на новое место просил один из авторов — архитектор Владимир Глазырин.

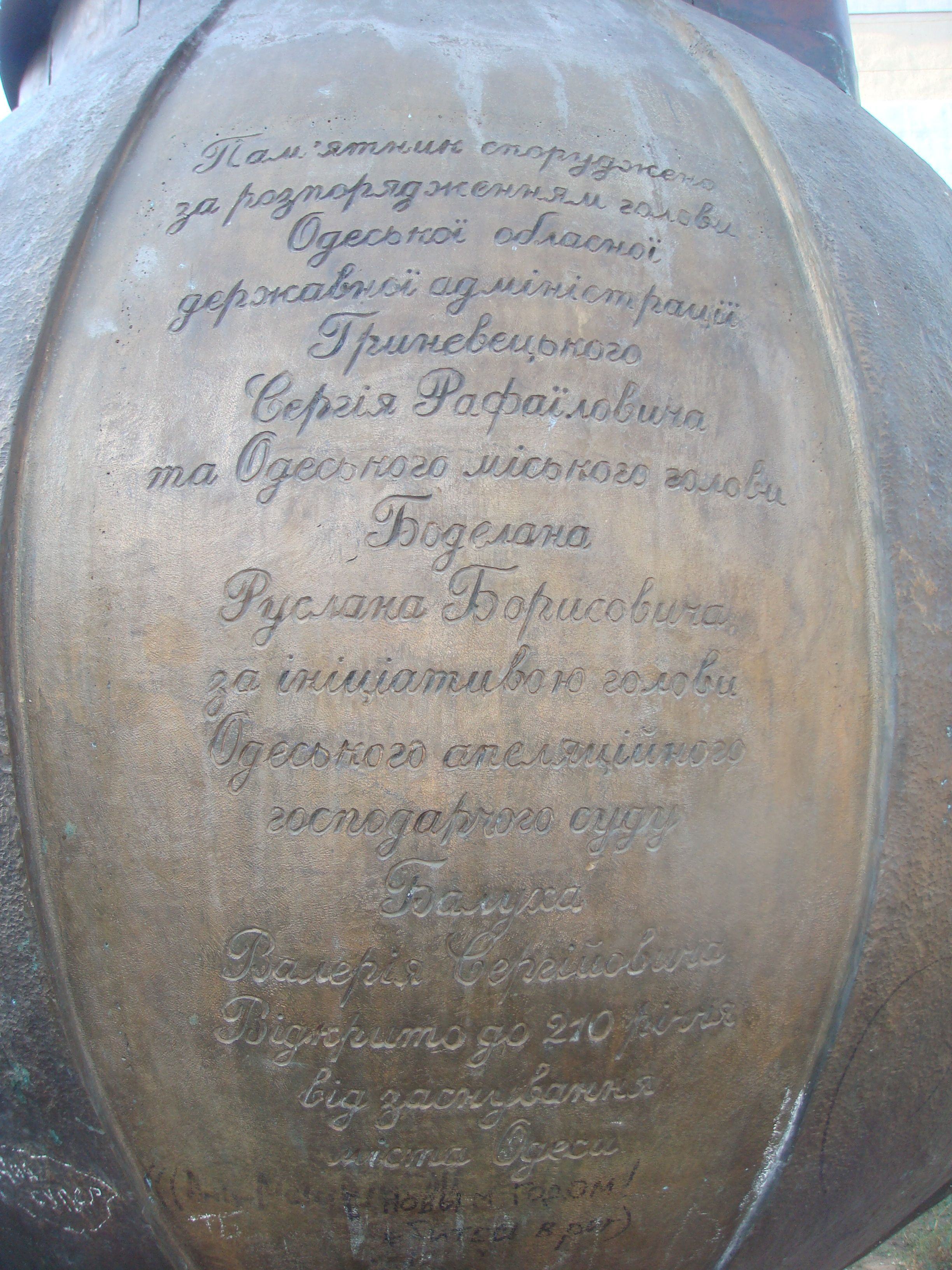
Имена руководителей Одессы, выгравированные на памятнике.

Однако есть и иное мнение, заслуживающее внимания. Дело в том, что на боку апельсина, с противоположной стороны от Павла, были «увековечены в бронзе» имена руководителей города и области в тот момент (2004 год). Все они лишились своих постов после оранжевой революции, и новое руководство города (да и страны) предприняло все возможное для карьерного и политического устранения проигравших политических оппонентов. Возможно, монумент, «испещрённый» именами поверженных политических врагов, сильно «мозолил глаза» новой власти — и его решили убрать в более отдалённое место.
Одесситы говорят: гуси спасли Рим, а Одессу спасли апельсины. И нередко называют эту скульптурную композицию памятником взятке.